# 偵探冰室
《偵探冰室》是一個香港推理小說結集系列。2019年7月17日出版第一集，由香港星夜出版出版，並授權台灣蓋亞文化出版。港版和台版的封面繪師都由香港設計師Dawn負責。固定作者為陳浩基、譚劍、黑貓C、望日和冒業。文善在第一集出現。莫理斯在第二集出現。

## 介紹
《偵探冰室──香港推理小說合集》榮獲第三屆「香港出版雙年獎」文學及小說類出版獎。
所有短篇故事均以香港或架空世界為背景。第一集沒有特定主題，第二集主題為「靈」，第三集主題為「疫」，第四集主題為「貓」，第五集主題為「食」。
譚劍的〈重慶大廈的非洲雄獅〉由劇場空間改編成音樂劇，於2023年演出。

## 外部連結
- 豆瓣电影上《偵探冰室》的資料 （简体中文）
- 《偵探冰室》在Google Books的內容。